# سرگئی پیژیانوف
سرگئی پیژیانوف (انگلیسی: Sergei Pyzhianov؛ زادهٔ october ۲۴, ۱۹۶۰ (۶۴ سال)) ورزشکار اهل روسیه است.
وی در مسابقات کشوری و بین‌المللی در مجموع برندهٔ ۱ مدال نقره شده‌است.